# لیتل کاکسول
لیتل کاکسول (به انگلیسی: Little Coxwell) یک روستا و محله مدنی در بریتانیا است که در ویل آو وایت هرس واقع شده‌است. لیتل کاکسول ۱۳۲ نفر جمعیت دارد.